# Secemin

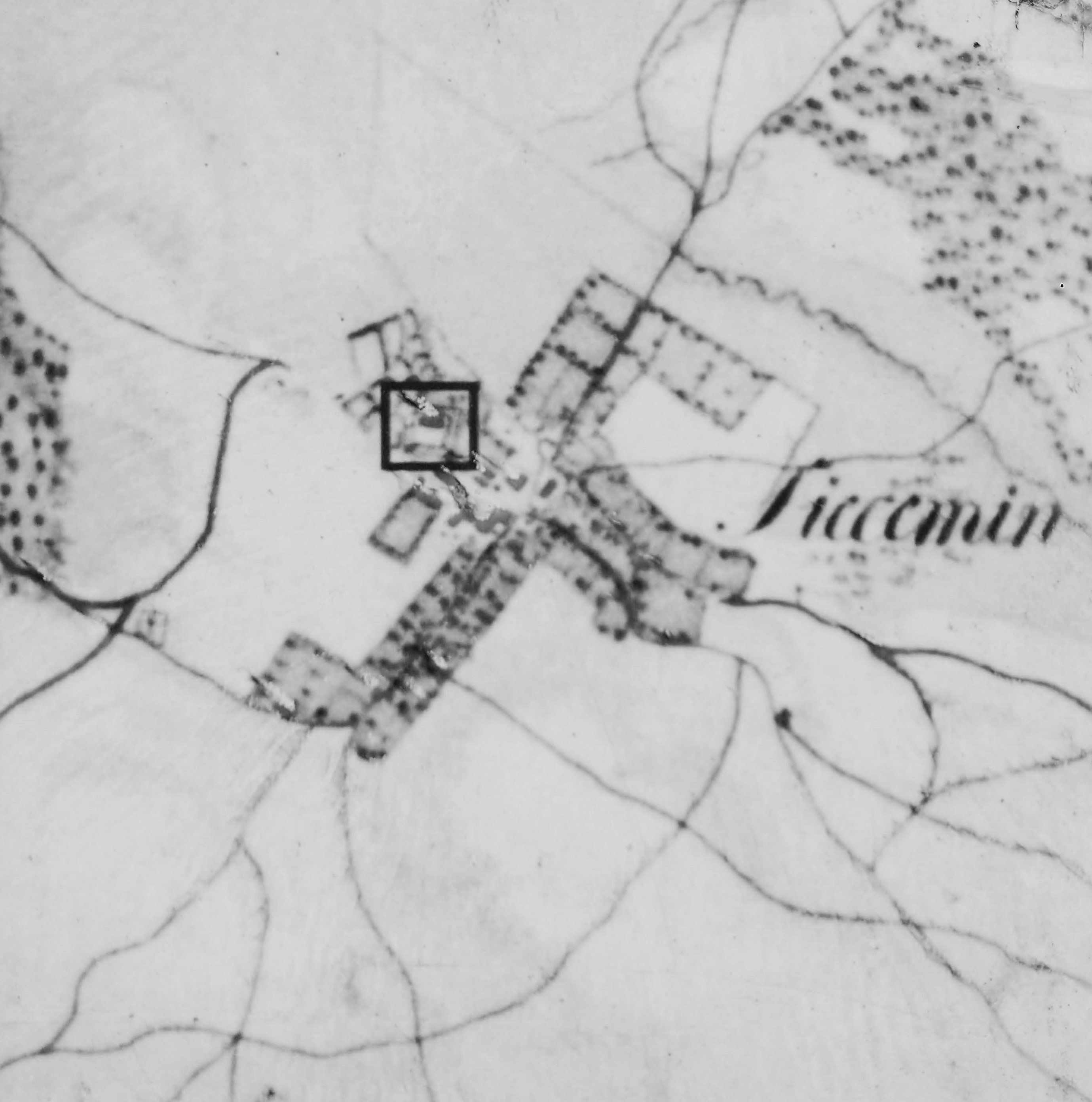
Secemin na mapie Meyera z 1801

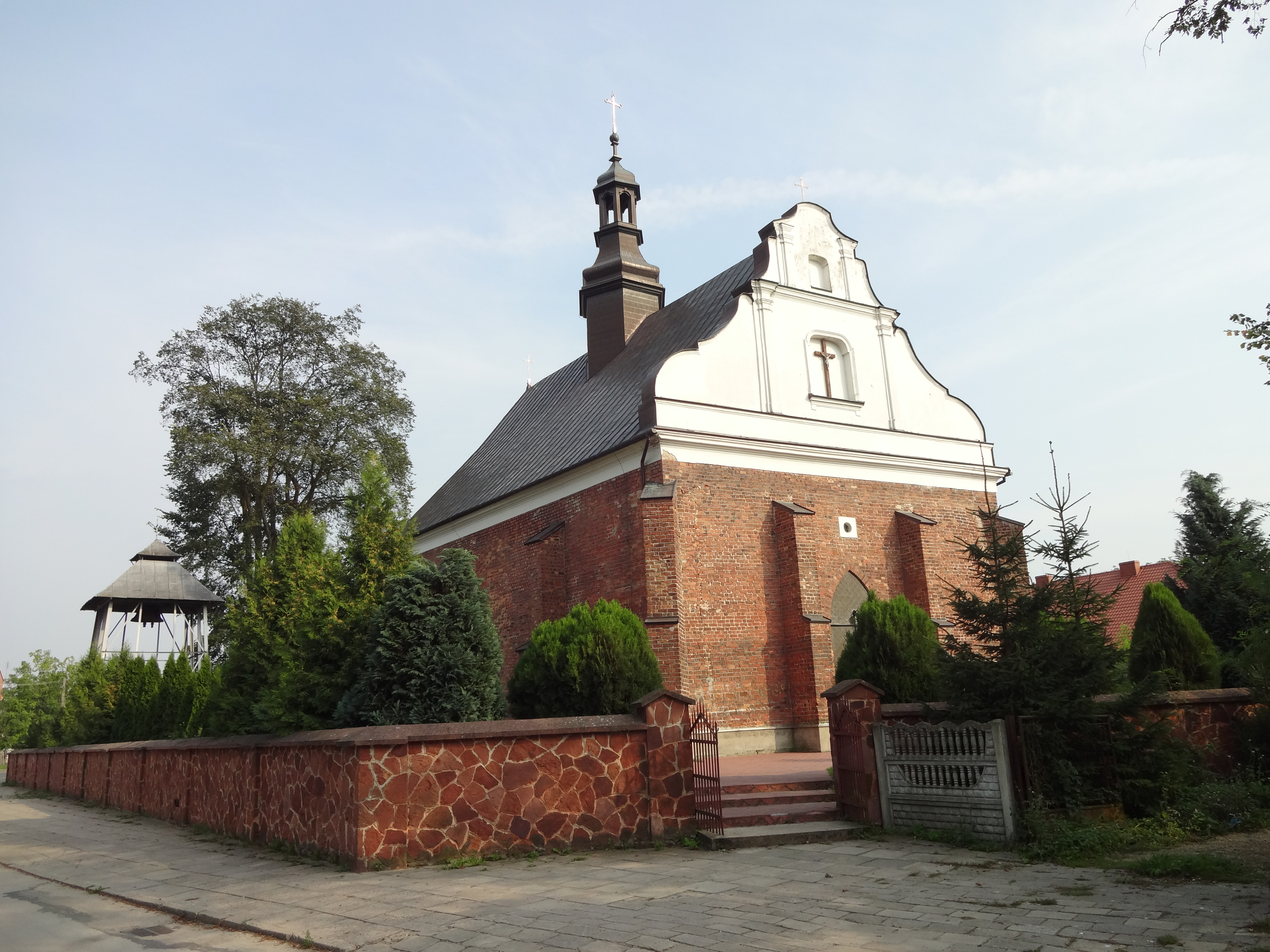
Kościół rzymskokatolicki w Seceminie. Wcześniej kościół ewangelicko-reformowany

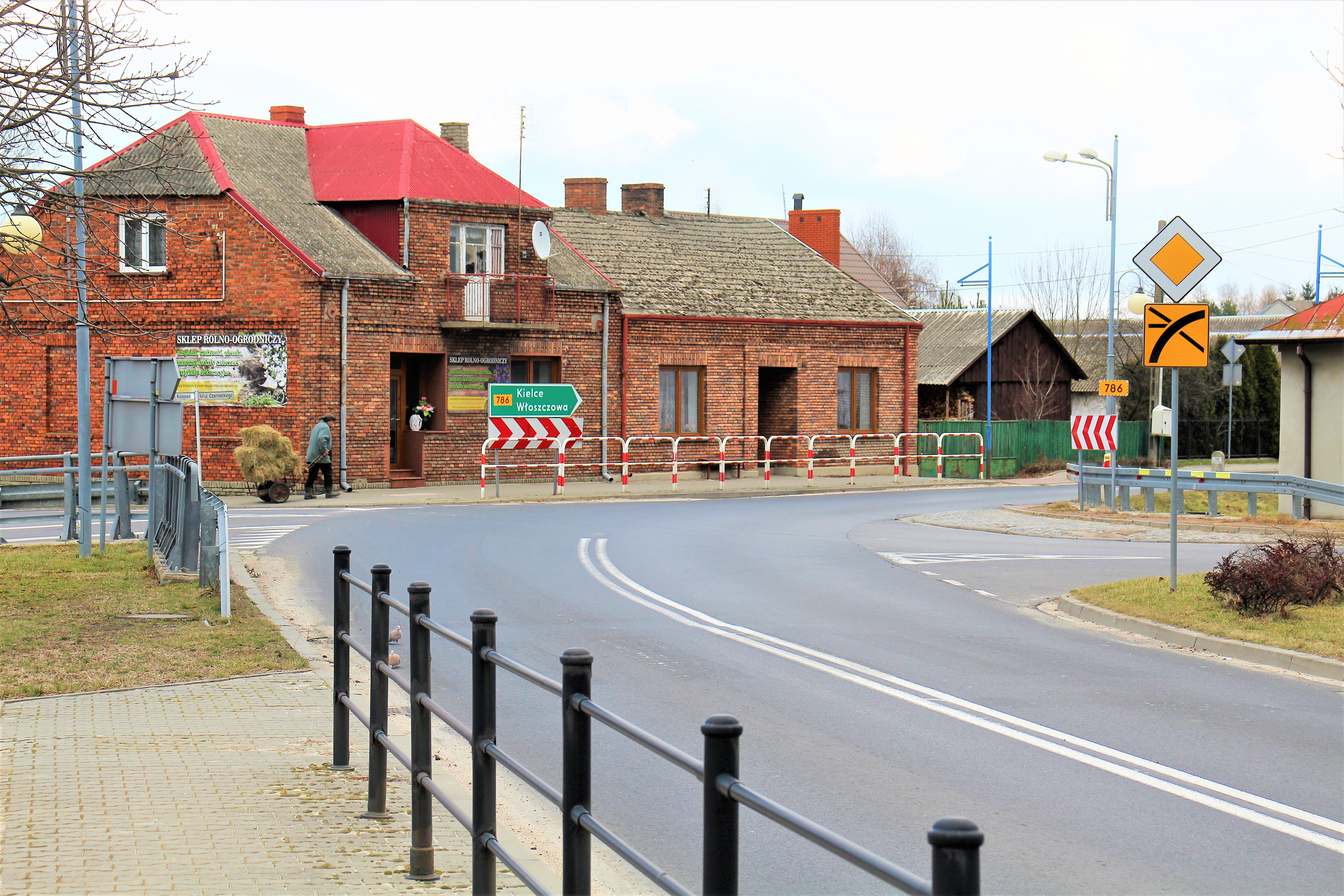
Fragment centrum

Secemin – wieś w Polsce, położona w województwie świętokrzyskim, w powiecie włoszczowskim, w gminie Secemin. Siedziba gminy Secemin. Dawniej miasto; uzyskał lokację miejską przed 1370 rokiem, zdegradowany w 1869 roku.
W latach 1975–1998 wieś administracyjnie należała do województwa częstochowskiego.
| SIMC    | Nazwa | Rodzaj     |
| ------- | ----- | ---------- |
| 0145508 | Bród  | przysiółek |

## Historia
Pierwsza wzmianka o Seceminie pochodzi z 1326 r. Osada wymieniona została jako siedziba parafii, która liczyła 288 mieszkańców i miała obszar 57 km². W 1401 r. na mocy przywileju wydanego przez Władysława Jagiełłę Secemin otrzymał prawa miejskie. Równocześnie król nadał Piotrowi Szafrańcowi tytuł własności miasta oraz prawo do pobierania mostowego.
W 1517 r. Zygmunt Stary wydał przywilej zwalniający mieszczan secemińskich z opłat targowych, na terenie całego kraju. Król zezwolił także na dwa jarmarki w roku.
W 1540 r. Secemin miał 40 łanów, 60 ogrodów, młyn, dwór z folwarkiem, łaźnię oraz 9 sadzawek. Do miasta należało przedmieście Nawsie. W mieście dobrze rozwinięte było rzemiosło. W 1532 r. powstał tu cech garncarski.
W 1558 r. Stanisław Szafraniec zamienił miejscowy kościół katolicki w kalwiński. Ministrem zboru został Feliks ze Szczebrzeszyna. W latach 1556–1616 odbyły się tu synody kalwińskie. W czasie synodu w 1556 pierwszy raz w Polsce jawnie wystąpiono przeciw dogmatowi o Trójcy Świętej, nastąpiło wyodrębnienie ruchu braci polskich.
Miasto było w okresie reformacji ważnym ośrodkiem kulturalnym. Przez pewien czas miejscowa szkoła działała jako filia Akademii Rakowskiej. W tym czasie spora część mieszczan, jeśli nie większość przeszła na kalwinizm.
Po wygaśnięciu rodziny Szafrańców, miasto trafiło w ręce właścicieli, którzy w 1617 r. przekazali budynek zboru katolikom.. Wówczas właściciele miasta często się zmieniali. Należało ono kolejno do rodów: Dembińskich, Czarnockich, Machockich i Lohmannów. W 1869 r. Secemin utracił prawa miejskie.
W 1939 roku w wyniku agresji niemieckiej na Polskę trafił pod okupację niemiecką. Zdobycie Secemina 16 stycznia 1945 roku przez żołnierzy 52 Armii lub 5 Gwardyjskiej Armii w czasie ofensywy styczniowej Armii Czerwonej zakończyło w miejscowości rządy reżimu III Rzeszy.
W 1960 r. Secemin miał 1802 mieszkańców. 50% z nich utrzymywało się z rolnictwa. 

## Osoby związane z Seceminem
- Bartłomiej Wincenty Ściegienny – urodzony w Seceminie, podpułkownik dyplomowany piechoty Wojska Polskiego, cichociemny.

## Zabytki
- kościół gotycki pod wezwaniem Świętej Katarzyny i Jana Ewangelisty z 1402 r.; od 1554 r. zbór protestancki; zwrócony katolikom w 1617 r.; w XVIII w. przebudowany
- pozostałości fosy z XVI w. otaczającej dawną siedzibę rodu Szafrańców
- park założony w połowie XVIII w.
- plebania z przełomu XIX i XX w.